# Spilogale
Spilogale es un género de mamíferos carnívoros de la familia Mephitidae conocidos vulgarmente como mofetas moteadas. Están ampliamente distribuidos en América del Norte y Central.

## Especies
Se reconocen las siguientes especie as of 2025
- Spilogale angustifrons
- Spilogale gracilis
- Spilogale interrupta
- Spilogale leucoparia
- Spilogale putorius
- Spilogale pygmaea
- Spilogale yucatanensis